# Hilary Putnam
Hilary Whitehall Putnam (Chicago, 31 de juliol de 1926 – Arlington, 13 de març de 2016) va ser un dels filòsofs més prolífics i importants de la postguerra. Va fer aportacions destacades a la filosofia de la ment, la filosofia del llenguatge i la filosofia de la ciència. És conegut per haver aplicat el mateix grau d'escrutini a les seves pròpies teories filosòfiques que a les dels altres, ja que les sotmetia a una rigorosa anàlisi fins a trobar-ne els punts dèbils. Com a conseqüència d'això, va adquirir la reputació de canviar amb certa freqüència la postura que defensa. Va intentar explicar el funcionament de la ment a partir del model dels computadors.
En el camp de la filosofia de la ment, Putnam és famós per la seva hipòtesi de la realització múltiple i pel concepte de funcionalisme, una influent teoria relacionada amb el problema ment-cos. En filosofia del llenguatge va desenvolupar, juntament amb Saul Kripke i d'altres, la teoria causal de la referència i va formular una teoria del significat pròpia, inventant la noció d'externalisme semàntic, basada en un famós experiment mental anomenat Terra Bessona.
Pel que fa a la filosofia de les matemàtiques, ell i el seu mentor W. Quine van elaborar l'«argument d'indispensabilitat», que s'aplica a la realitat de les entitats matemàtiques. Més tard Putnam va exposar la teoria que les matemàtiques no són purament lògiques, sinó «quasi-empíriques». En la disciplina de l'epistemologia és conegut per expandir la teoria de Jonathan Dancy sobre el cervell en una cubeta, de manera tal que qüestiona l'escepticisme epistemològic.
En la metafísica va donar suport a la postura del realisme metafísic, encara que posteriorment es va convertir en un dels seus majors crítics, primer adoptant el «realisme intern», que més tard va abandonar en favor una realisme directe de tall pragmatista. El realisme directe de Putnam, que té com a objectiu l'estudi metafísic de la forma en què les persones experimenten el món, rebutja la idea de les representacions mentals i altres tipus d'intermediaris entre la ment i el món.
Més enllà de la filosofia, Putnam ha contribuït a les matemàtiques i la informàtica. Va desenvolupar, juntament amb Martin Davis, el algorisme de Davis-Putnam per al problema de satisfacibilitat booleana, i va ajudar a demostrar la irresolubilitat del desè problema de Hilbert. el filòsof va ser en certs períodes una polèmica figura política, especialment per la seva relació amb el Partit Laboral Progressista dels Estats Units a finals dels anys 60 i principis dels 70.

## Biografia
Putnam va néixer a Chicago, Illinois, el 31 de juliol de 1926. El seu pare, Samuel Putnam, va ser periodista i traductor del Daily Worker, una publicació del Partit Comunista dels Estats Units. A causa de la relació del seu pare amb el comunisme, Putnam va tenir una educació laica, encara que la seva mare, Riva, era jueva. La família va viure a França fins a 1934, any en què van tornar als Estats Units i es van establir a Filadèlfia. Putnam va estudiar matemàtiques i filosofia a la Universitat de Pennsilvània, on va obtenir el BA («Bachelor of Arts», certificat universitari). Es va convertir en membre de la Philomathean Society, l'associació literària més antiga dels Estats Units. Va continuar estudiant filosofia a la Universitat Harvard, i més tard a la Universitat de Califòrnia, on va rebre el seu Doctorat en Filosofia el 1951 amb una tesi titulada "El sentit del concepte de probabilitat aplicat a les seqüències infinites". Els professors de Putnam, Hans Reichenbach (el supervisor de la seva tesi) i Rudolf Carnap, van ser figures importants de la lògica positivista, l'escola filosòfica predominant en aquella època; una de les postures més estables de Putnam ha estat la del seu rebuig a la lògica positivista.
Després d'impartir classes a la Universitat de Northwestern, la Universitat de Princeton i el MIT, es va traslladar a Harvard amb la seva esposa, Ruth Anna Putnam, que també va ser professora del MIT. Hilary i Ruth Anna es van casar el 1962. Ruth Anna havia nascut a Múnic, Alemanya, l'any 1927, de pares activistes polítics contraris al nacionalsocialisme i, com el mateix Putnam, s'havia educat en un ambient ateu. Els Putnam, rebel·lant-se contra el antisemitisme que havien viscut en la seva joventut, van decidir que els seus fills creixessin en una llar jueva. Ja que no tenien experiència en els costums del judaisme, es van acostar a altres famílies jueves. Ells «no tenien idea de com fer-ho per si mateixos», en paraules de Ruth Anna. D'aquesta manera, van començar l'estudi dels rituals jueus i hebreus, la qual cosa els va portar a identificar-se més amb el judaisme. El 1994, Hilary Putnam va celebrar un tardà Bar Mitzvà. La seva dona ho havia fet quatre anys abans.
Putnam va ser un professor famós a Harvard. Continuant amb la tradició familiar, va mantenir una actitud políticament activa. En els anys 1960 i principis dels anys 1970, va r el Moviment pels Drets Civils i es va oposar a la intervenció militar dels Estats Units a Vietnam. el 1963 va organitzar al MIT un dels primers comitès de professors i estudiants contra la guerra. Va expressar públicament la seva indignació davant el reportatge de David Halberstam. Putnam va quedar consternat pel que ell va considerar una reivindicació de Halberstam sobre que Estats Units estava «defensant» als camperols vietnamites del Front Nacional d'Alliberament mitjançant l'enverinament dels cultius d'arròs. Després de traslladar-se a Harvard l'any 1965, va organitzar protestes a la universitat i va començar a impartir classes de marxisme. Es va convertir en un assessor oficial de la "Students for a Democratic Society" i, l'any 1968, en membre del Partit Laboral Progressista (PLP).
Després de 1968, les seves activitats polítiques es van centrar en el PLP. L'administració de Harvard considerava perjudicials aquestes activitats i va tractar de censurar a Putnam, però altres dos professors van criticar aquests procediments. Putnam va reafirmar els seus llaços amb el PLP el 1972. Posteriorment, el 1997, en una reunió d'antics activistes a l'església d'Arlington Street a Boston, Putnam va descriure la seva relació amb el PLP com un error. Va dir que havia estat convençut al principi pel compromís de construcció d'aliances del PLP i per la seva disposició a organitzar-se des de dins de les forces armades.
El 1976, es va convertir en President de la "American Philosophical Association". L'any següent, va ser triat Walter Beverly Pearson Professor of Mathematical Logic, en reconeixement de les seves contribucions a la filosofia de la lògica i les matemàtiques. Tot i trencar amb el seu passat radical, Putnam mai ha abandonat la creença que els acadèmics tenen una particularment important responsabilitat social i ètica. Ha continuat sent fidel al progressisme en la seva opinió política, com declara en els articles "How Not to Solve Ethical Problems" (1983) i "Education for Democracy" (1993).
Putnam era membre de la Acadèmia Nord-americana de les Arts i les Ciències (AAAS), de la Acadèmia Britànica i de la Acadèmia de Ciències Morals i Polítiques de França (ASMP). Es va retirar al juny de 2000. També era Cogan University Professor Emeritus a la Universitat Harvard. El seu corpus inclou cinc volums recopilatoris, set llibres i més de 200 articles. El renovat interès de Putnam pel judaisme l'ha portat a publicar diverses obres recents sobre el tema. Ha estat autor, juntament amb la seva dona, de diversos llibres i assajos sobre el moviment pragmatista de finals del segle xix.
Era membre també de la Junta d'Assessors de la Fundació Templeton.

## Filosofia de la ment

### realitzabilitat múltiple

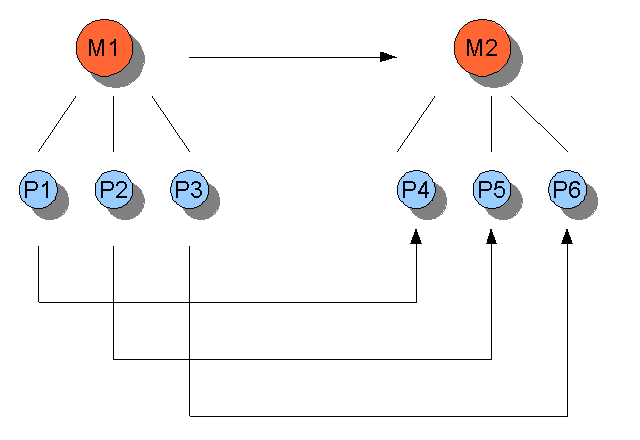
Il·lustració de la realitzabilitat múltiple. La M representa el mental i la P el físic. Es pot apreciar que més d'una P pot estar relacionada amb una mateixa M, però no a l'inrevés. Les relacions causals entre estats estan simbolitzades per les fletxes (de M1 es passa a M2, etc.).

El treball més conegut de Putnam és el corresponent a la filosofia de la ment. Les seves contribucions més importants en aquest camp van ser diversos assajos publicats a la fi dels 60, en els quals va formular la hipòtesi de la realització múltiple. En aquests documents, Putnam argumenta, contràriament al que estableix la teoria de la identitat ment-cos, que no és necessàriament cert que "dolor sigui igual a estimulació de la fibra-C ". El dolor, segons Putnam, pot correspondre a estats físics del sistema nerviós molt diferents en diferents organismes, i així i tots ells experimenten el mateix estat mental de "sentir dolor".
Putnam va utilitzar exemples del món animal per il·lustrar la seva tesi. Es va qüestionar si era probable que els cervells de diversos tipus d'animals percebessin el dolor, o altres estats mentals, d'una mateixa manera. Atès que aquests animals no posseeixen les mateixes estructures (físiques) cerebrals no haurien de compartir els mateixos estats mentals. Per Putnam, l'explicació havia de ser que els mateixos estats mentals podien ser produïts per diferents estats físics en diferents espècies. Putnam llavors va portar la seva argumentació un pas més enllà, i es va preguntar sobre coses com els sistemes nerviosos d'extraterrestres, de robots intel·ligents i d'altres formes de vida basades en el silici. Aquestes entitats hipotètiques, va sostenir Putnam, no haurien de ser considerades incapaces de sentir dolor pel simple fet de no posseir la mateixa neuroquímica que els éssers humans. Putnam va concloure que els defensors de la teoria de la identitat de tipus havien fet una «ambiciosa» i «altament implausible» conjectura que podia ser desmentida amb un exemple de realitzabilitat múltiple.
Putnam va formular un raonament complementari, basat en el que ell va anomenar «isomorfisme funcional». Va definir el concepte en els següents termes: «Dos sistemes són funcionalment isomòrfics si 'hi ha una correspondència entre els estats d'un i els estats de l'altre de manera tal que es conserven les relacions funcionals'.» En el cas de les computadores, dues màquines són funcionalment isomòrfiques si i només si les relacions seqüencials entre els estats de la primera són exactament iguals a les relacions entre estats de l'altra. Per tant, un ordinador fet a partir de xips de silici i un altre fet mitjançant engranatges poden ser funcionalment isomòrfics encara que tinguin una constitució diferent. El isomorfisme funcional implica realitzabilitat múltiple. Aquest raonament ha estat qualificat de vegades de «argument a priori»
Jerry Fodor, Putnam i altres han apuntat que, a més de ser un argument valuós contra les teories d'identitat de tipus, la realitzabilitat múltiple implica que qualsevol explicació de baix nivell d'un fenomen mental d'alt nivell és insuficientment abstracta i general. El funcionalisme, que identifica tipus mentals amb tipus funcionals que es caracteritzen exclusivament en termes de causes i efectes, s'abstreu del nivell del que és microfísic, i per això va semblar ser una millor explicació de la relació entre ment i cos. De fet, hi ha molts tipus funcionals, com les rateres, el programari i les prestatgeries, que són realitzats de múltiples formes en el nivell físic.

### Funcionalisme de màquina d'estats

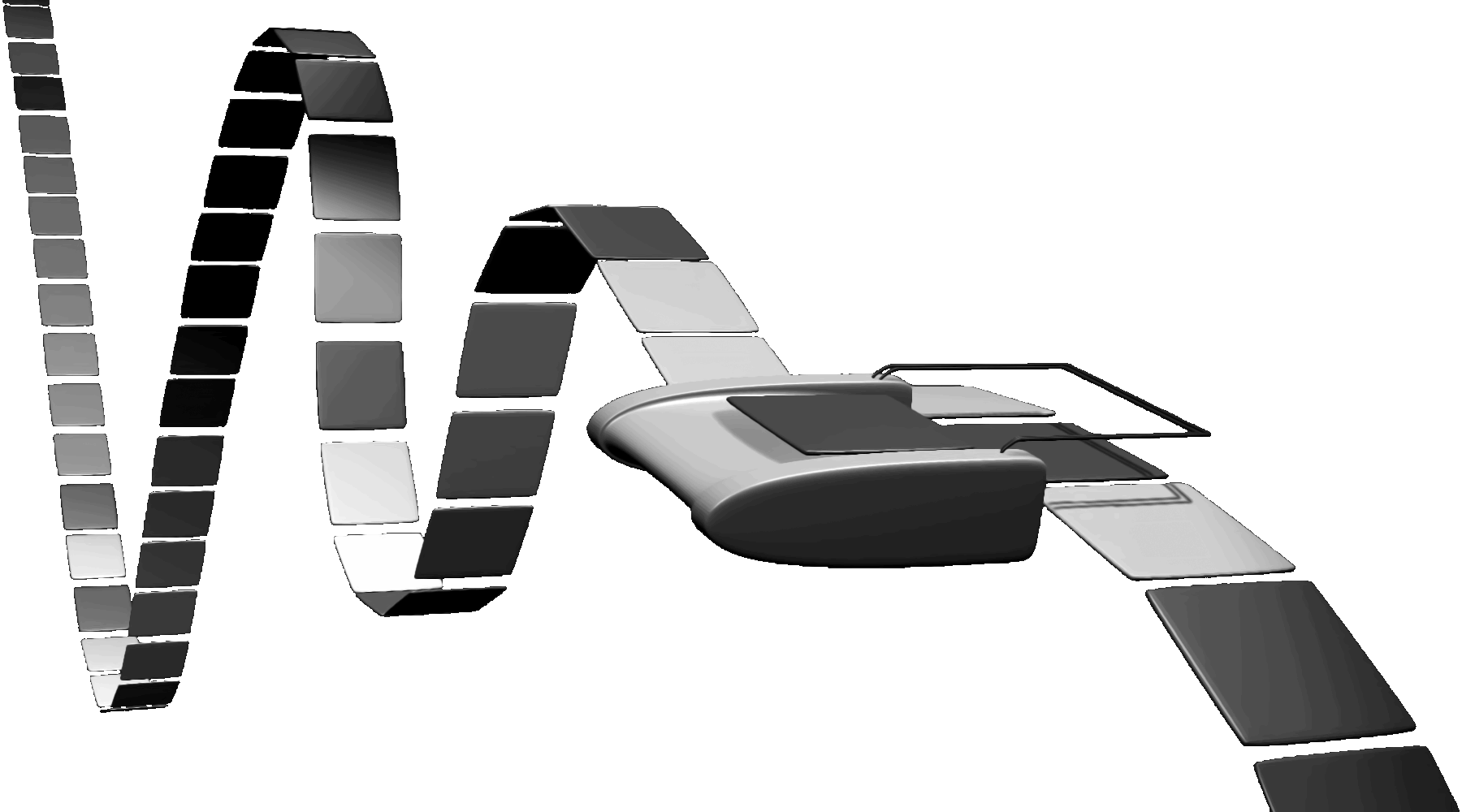
Una màquina de Turing pot imaginar-se com una cinta infinita dividida en trossos quadrats que s'escriuen o s'esborren d'un en un, on l'elecció d'una d'aquestes accions ve determinada per un «estat». D'acord amb el funcionalisme de màquina d'estats de Putnam, les nocions d'estat en un ordinador abstracta i d'estat mental són essencialment el mateix.

La primera formulació d'aquesta teoria del funcionalisme va ser feta pel mateix Putnam. Aquesta formulació, que avui dia es coneix com a "funcionalisme de màquina", va ser inspirada per analogies, apuntades per Putnam i altres, entre la ment i la teòrica màquina de Turing, capaç de calcular qualsevol algoritme donat.
En termes no tècnics, una màquina de Turing pot veure com una cinta infinita dividida en quadrats (de memòria) amb un dispositiu amb forma de caixa que s'encaixa en els quadrats un per un i els escaneja. Cada quadrat és o bé blanc (B) o bé té un 1 escrit en ell. Aquestes són les entrades de la màquina. Les possibles sortides són:
- Halt (parada): no fer res.
- R : moure un quadrat a la dreta.
- L : moure un quadrat a l'esquerra.
- B : esborrar el que hi hagi en el quadrat.
- 1 : esborrar el que hi hagi en el quadrat i escriure un 1.

|   | Estat 1                              | Estat 2                               | Estat 3                         |
| - | ------------------------------------ | ------------------------------------- | ------------------------------- |
| B | escriure 1; romandre en estat 1      | escriure 1; romandre en estat 2       | escriure 1; romandre en estat 3 |
| 1 | continuar a la dreta; anar a estat 2 | continuar a la dreta; anar ha estat 3 | [Parada]                        |

Aquesta taula estableix que si la màquina està en l'estat un i escaneja un quadrat blanc (B), imprimirà un 1 i romandrà en l'estat un. Si està en l'estat un i llegeix un 1, es mourà un quadrat a la dreta i passarà a l'estat 2. Si està en l'estat dos i llegeix una B, escriurà un 1 i romandrà en l'estat 2. Si està en l'estat dos i llegeix un 1, es desplaçarà un quadrat a la dreta i passarà a l'estat 3. Finalment, si està en l'estat 3 i llegeix una B, escriurà un 1 i romandrà en aquest estat.
L'important, per al funcionalisme, és la naturalesa dels "estats" de la màquina de Turing. Cada estat pot definir-se per les seves relacions amb altres estats i per les entrades i sortides. L'estat un, per exemple, és simplement l'estat en el qual la màquina, si llegeix una B escriu un 1 i roman en aquest estat, i en el qual, si llegeix un 1 es mou un quadrat a la dreta i passa al següent estat. Aquesta és la definició funcional de l'estat un; és el seu paper causal en el sistema total. Els detalls sobre com aconsegueix el que aconsegueix i de la seva constitució material són completament irrellevants.
D'acord amb el funcionalisme de màquina d'estat, la naturalesa d'un estat mental és com la naturalesa dels estats automàtics que s'han descrit. De la mateixa manera que l'"estat u" simplement és l'estat en el qual donada una entradaB passa el descrit, sentir dolor és l'estat que incita a un a cridar "ai", estar distret, preguntar-se sobre la seva causa, etcètera.

### Rebuig del funcionalisme
A la fi dels anys 1980, Putnam va abandonar la seva defensa del funcionalisme i d'altres teories computacionals de la ment. Això es va deure, principalment, a les dificultats que tenen aquestes teories en tractar amb el externalisme del contingut mental, com il·lustrava l'experiment mental de la Terra Bessona, del propi Putnam (veure Filosofia del llenguatge). També va desenvolupar un altre argument contra el funcionalisme en 1988, basat en la versió generalitzada de Fodor de la realitzabilitat múltiple. Mitjançant l'afirmació que el funcionalisme és realment una versió suavitzada de la teoria d'identitat en la qual els tipus mentals s'identifiquen amb tipus funcionals, Putnam argumenta que els tipus mentals poden ser realizabilidad múltiple amb tipus funcionals. El mateix estat mental podria ser implementat per diferents estats d'una màquina de Turing universal.
Malgrat el rebuig de Putnam, el funcionalisme ha continuat florint i ha estat desenvolupat en nombroses versions per pensadors tan diversos com David Marr, Daniel Dennett, Jerry Fodor i David Lewis. Això va establir els fonaments de la ciència cognitiva i és la teoria de la ment dominant en la filosofia actual.

## Filosofia del llenguatge

### Externalisme semàntic
Una de les contribucions de Putnam a la filosofia del llenguatge és la seva afirmació que «el significat no està en la ment». El va il·lustrar utilitzant el seu experiment mental de la «Terra Bessona» amb què argumenta que els factors ambientals juguen un important paper en la determinació del significat. A la Terra Bessona tot és idèntic a com és en la Terra, amb excepció que els llacs, rius i oceans en lloc d'H₂O tenen XYZ. Conseqüentment, quan un terraqüi, Fredrick, utilitza la paraula espanyola de la Terra «aigua», aquesta té un significat diferent a la paraula espanyola de la Terra Bessona «aigua» en ser utilitzada pel seu bessó idèntic Frodrick. Ja que Fredrick i Frodrick són físicament indistingibles quan pronuncien les seves respectives paraules, i ja que les seves paraules tenen un significat diferent, el significat no pot estar determinat exclusivament pel que hi ha en les seves ments. Això va portar a Putnam a adoptar una versió de externalisme semàntic pel que fa al significat i el contingut mental.

### Teoria del significat
Putnam, juntament amb Saul Kripke, Keith Donnellan i altres, va contribuir al que es coneix com la teoria causal de la referència. En particular, Putnam va sostenir en El significat de «significat» que els objectes referenciats pels termes de classes naturals -com tigre, aigua o arbre-són els elements principals del significat d'aquests termes. El filòsof manté que hi ha una divisió lingüística del treball, anàloga a la divisió econòmica del treball d'Adam Smith, segons la qual les referències d'aquests termes són fixades per «experts» en el camp particular de la ciència a què pertanyen. Així, per exemple, el referenciat pel terme «lleó» és fixat per la comunitat de zoòlegs, la referència del terme «om» és fixada per la comunitat de botànics i la referència del terme "sal de taula» és fixada pels químics com a «NaCl». Aquests referenciadors, coneguts com a designadors rígids en el sentit kripkeà, són emprats per la comunitat lingüística.
Putnam especifica una seqüència finita d'elements (un vector) per descriure el significat de cada terme del llenguatge. Aquest vector consta de quatre components:
1. L'objecte al qual el terme refereix, per exemple, l'objecte caracteritzat per la fórmula H ₂O;
2. Un conjunt de descripcions típiques del terme, conegudes com «l'estereotip», per exemple, «transparent», «incolor» i «hidratant»;
3. Els indicadors semàntics que situen a l'objecte en una categoria general, per exemple, «classe natural» i «líquid»;
4. Els indicadors sintàctics, per exemple, «nom concret» i «nom comú».

Aquest «vector de significat» proporciona una descripció de la referència i estableix l'ús d'una expressió en una comunitat lingüística particular. Marca les condicions per al seu ús correcte i fa possible jutjar si un parlant atribueix el significat apropiat a una expressió o si el seu ús ha canviat prou per a causar una diferència de significat. Segons Putnam, és legítim parlar de canvi de significat d'una expressió només si la referència del terme, i no el seu estereotip, ha canviat. En qualsevol cas, ja que no hi ha un algoritme possible que determini quin aspecte -estereotip o referència- ha canviat en un cas particular, cal considerar l'ús d'altres expressions del llenguatge. Atès que no hi ha límit en el nombre d'aquestes expressions que han de ser considerades, el que Putnam defensa aquí és una forma de holisme semàntic.

## Filosofia de les matemàtiques
Putnam va fer una important contribució a la filosofia de les matemàtiques, concretament al realisme matemàtic, amb l' argument de indispensabilitat Quine-Putnam. Stephen Yablo considera que aquest argument és un dels més sòlids en favor de l'acceptació de l'existència d'entitats abstractes matemàtiques, com els números o els conjunts. L'argument és l'explicat a continuació.
(A) Cal tenir compromisos ontològics amb totes les entitats, i només amb elles, que són indispensables per a les millors teories científiques.
(B) Les entitats matemàtiques són indispensables per a les millors teories científiques.
Ergo, (c) Cal tenir compromisos ontològics amb les entitats matemàtiques.
La justificació de la primera premissa és la més polèmica. Putnam i Quine invoquen al naturalisme per justificar l'exclusió de totes les entitats no científiques i defensar que «només» les científiques siguin incloses. L'afirmació que «totes» les entitats emprades en teories científiques, incloent els nombres, haurien de ser acceptades com a reals és justificada pel holisme confirmacional. Ja que les teories no es confirmen a poc a poc, sinó en el seu conjunt, no hi ha justificació per excloure a cap de les entitats emprades en les teories ben confirmades. Això col·loca en una difícil posició al nominalista que desitja, per exemple, descartar l'existència dels conjunts i la geometria no euclidiana però afirmar l'existència dels quarks i altres entitats físiques indetectables.
Putnam sosté que les matemàtiques, com la física i altres ciències empíriques, utilitzen proves lògiques i mètodes «quasi-empírics». Per exemple, l'últim teorema de Fermat afirma que per a cap sencer {\displaystyle n>2} hi ha valors sencers positius de x, y y z tals que {\displaystyle x^{n}+y^{n}=z^{n}} Abans que això fos provat per tots els {\displaystyle n>2} el 1995 per Andrew Wiles, havia estat provat per a molts valors de n. Aquestes proves van incitar investigacions en l'àrea i van conformar un consens quasi-empíric del teorema. Encara que un coneixement així és més una conjectura que un teorema estrictament demostrat, és emprat de totes maneres en el desenvolupament d'altres idees matemàtiques.

## Matemàtiques i informàtica
Putnam també ha contribuït a camps científics no directament relacionats amb la filosofia. Com a matemàtic, Putnam va ajudar a la resolució del desè problema de Hilbert. El 1970, Yuri Matiyasevich va formular un teorema relacionat amb l'ús dels nombres de Fibonacci que estava dissenyat per respondre a la qüestió de si hi ha un algoritme general que pugui decidir si un sistema de equacions diofàntiques (polinomis amb coeficients sencers) donat té una solució sencera. Putnam, treballant amb Martin Davis i Julia Robinson, va demostrar que el teorema de Matiyasevich era suficient per provar que no hi ha un algorisme general com el descrit. A més es va demostrar que el famós desè problema de David Hilbert no té solució.
En informàtica, Putnam és conegut pel algoritme de Davis-Putnam per al problema de satisfacibilitat booleana (SAT), desenvolupat amb Martin Davis el 1960. l'algoritme esbrina si existeix un conjunt de valors veritables o falsos que satisfà una expressió booleana donada, de manera que l'expressió sencera es fa certa. En 1962, van refinar l'algoritme amb l'ajuda de George Logemann i Donald W. Loveland. Es va conèixer amb el nom de algoritme DPLL. Aquest algoritme és eficient, i encara és la base de les més complets solucionadors de SATs.

## Epistemologia
| « | "... En lloc d'imaginar només un cervell sotmès a aquesta reclusió, podríem suposar que tots els cervells humans, i de més a més, els dels éssers pensants en general, podrien ser cervells tancats en les seves càpsules. ¿Existiria algú vigilant? ... O l'univers podria estar compost de cadenes interminables d'aquests cervells, en una mena de gran fàbrica d'emocions? Tots units en una il·lusió col·lectiva. " | » |

Un «cervell en una cubeta». Putnam utilitza aquest experiment mental per demostrar que aquests escenaris hipotètics són impossibles.

En el camp de la epistemologia, Putnam és conegut pel seu experiment mental del "cervell en una cubeta" (una versió modernitzada de la hipòtesi del geni maligne de Descartes), el qual ha estat interpretat per filòsofs com Tim Black com un intent de refutar l'escepticisme. L'argument d'aquest experiment és que una persona no pot afirmar coherentment que és un cervell en una cubeta col·locat allí per algun científic boig.
El raonament es basa en la teoria causal de la referència. Les paraules sempre es refereixen als tipus de coses per als quals van ser encunyades, aquests tipus de coses són els que ha experimentat el que utilitza aquestes paraules o els seus predecessors. D'aquesta manera, si una persona, Maria, fos un «cervell en una cubeta» les experiències són totes rebudes mitjançant cables i altres artefactes creats per aquest "científic boig", la idea que Maria tindria de "cervell" no es referiria a un cervell «real», ja que ella i la seva comunitat lingüística mai han vist alguna cosa semblant. El que ella ha vist és una cosa que sembla un cervell però que realment és una imatge que li proporciona l'ordinador. Anàlogament, la seva idea de "cubeta" no es referiria a una cubeta «real». Per tant, si com «cervell en una cubeta» ella digués «sóc un cervell en una cubeta», realment estaria dient «sóc la imatge d'un cervell en la imatge d'una cubeta», la qual cosa és incoherent. D'altra banda, si Maria no és un «cervell en una cubeta» dient que sí ho és, seguiria caient en una incoherència. Això és una manera de externalisme epistemològic: el coneixement o la justificació depenen de factors externs a la ment, no estan determinats només internament.
Putnam ha aclarit que l'objectiu d'aquest argument seu mai va ser l'escepticisme, sinó el realisme metafísic. Ja que el realisme d'aquest tipus assumeix l'existència d'un buit entre com l'home concep el món i com el món és realment, els escenaris escèptics com aquest o el geni maligne de Descartes presenten un gran desafiament. Putnam, mostrant que aquest escenari és impossible, tracta de demostrar que aquesta idea que hi ha un buit entre el concepte que l'home té del món i com el món és en realitat és absurda. L'home no pot tenir una visió de la realitat des del punt de vista de l'«ull de Déu». Està limitat als seus esquemes conceptuals. El realisme metafísic està per tant equivocat, segons Putnam.

## Metafilosofia i ontologia
A la fi dels anys 1980 i principis dels 1990, estimulat per resultats de la lògica matemàtica i per algunes idees de Quine, Putnam va abandonar la defensa que durant molt temps havia exercit del realisme metafísic, l'opinió que les categories i estructures del món exterior són causal i ontològicament independents de la conceptualització de la ment humana. En lloc d'això va adoptar una postura diferent, a la qual va anomenar «realisme intern».
El realisme intern defensa que, tot i que el món pot ser «casualment» independent de la ment, l'estructura del món -el seu divisió en tipus, individus i categories- és funció de la ment humana, de manera que el món no és «ontològicament» independent. La idea general està influenciada per la idea de Kant de la dependència del nostre coneixement del món de les «categories del pensament».
El problema del realisme metafísic, segons Putnam, és que falla en explicar la possibilitat de referència i veritat. D'acord amb la metafísica realista, els nostres conceptes i categories refereixen perquè encaixen d'alguna manera misteriosa amb les preestructurades categories, tipus i individus que són inherents al món extern. Però, com és possible que el món estigui dividit en certes estructures i categories, la ment divideixi al món en les seves pròpies categories i estructures, i ambdues divisions coincideixin perfectament? La resposta ha de ser que el món no ve preestructurat sinó que l'estructura ha de ser imposada per la ment humana i els seus esquemes conceptuals.
Nelson Goodman havia formulat alguna cosa semblant a Fact, Fiction and Forecast l'any 1956. En aquesta obra, Goodman arriba a suggerir que «no hi ha un món, sinó molts mons, cadascun creat per la ment humana. » Putnam rebutja aquesta forma de constructivisme social, però conserva la idea que pot haver-hi moltes descripcions correctes de la realitat. No és possible demostrar científicament que cap d'aquestes descripcions sigui «la veritable» descripció del món. Això no implica relativisme per Putnam, ja que no totes les descripcions són igualment correctes i les que són correctes no estan determinades subjectivament.
Sota la influència de Charles Peirce i William James, Putnam també es va convèncer que no hi ha una dicotomia fet / valor, sinó que els judicis ètics i estètics sovint tenen una base fàctica, mentre que els judicis científics tenen un element ètic.

## Neopragmatisme i Wittgenstein
A la fi dels anys 1980, Putnam es va desil·lusionar cada vegada més amb el que ell percebia com a «cientisme» i rebutjava de la història que caracteritza la filosofia analítica moderna. Va rebutjar el realisme intern perquè aquest assumia un model de «interfície cognitiva» de la relació entre la ment i el món. Sota la creixent influència de James i els pragmatistes, va adoptar una visió d'aquesta relació pròpia del realisme directe. Sota la influència de Ludwig Wittgenstein, es va acostar a la postura pluralista i va passar a veure la majoria de problemes filosòfics com a simples confusions conceptuals o lingüístiques creades per filòsofs causa de l'ús del llenguatge ordinari fora del seu context original.
Els treballs més recents de Putnam s'han centrat a tractar de treure a la filosofia de la seva closca autoimposada, de tornada al món de la gent corrent i els problemes socials comuns. Per exemple, ha escrit sobre la naturalesa de la democràcia, la justícia social i la religió. Ha discutit les idees del filòsof continental Jürgen Habermas, i ha escrit articles influenciat per les idees «continentals».
El text de les conferències Gifford que va dictar a la Universitat de St. Andrews l'any acadèmic 1990-1991 (Renewing Philosophy), es va publicar després amb el títol de Pragmatism: an Open Question (1995).

## Crítiques
Irònicament, el mateix Putnam pot haver estat el seu major adversari filosòfic. Els seus freqüents canvis d'opinió el van portar a atacar els seus punts de vista previs. En qualsevol cas, moltes crítiques significatives de les seves postures han vingut també d'altres filòsofs i científics. Per exemple, la realitzabilitat múltiple ha estat criticada sobre la base que, si fos certa, la investigació i experimentació en neurociència seria impossible. Segons Bechtel i Mundale, per ser capaç de dur a terme aquesta investigació en neurociència, ha d'haver o ser assumides consistències universals en les estructures cerebrals. És la similitud (o homologia) de les estructures del cervell la que permet generalitzar entre espècies. Si la realitzabilitat múltiple fos un fet empíric, no tindria sentit generalitzar els resultats dels experiments realitzats en una espècie animal (o organisme) per explicar el comportament d'altres espècies (o organismes de la mateixa espècie). Jaegwon Kim, David Lewis, Robert Richardson i Patricia Churchland han fet altres crítiques a la realitzabilitat múltiple.
Un dels principals arguments contra el funcionalisme va ser formulat pel mateix Putnam: l'experiment de la Terra Bessona. Encara que també hi ha hagut altres crítics. L'argument de la sala xinesa de John Searle (1980) és un atac directe a la declaració que el pensament pot ser representat com un conjunt de funcions. L'experiment mental de la sala xinesa està dissenyat per mostrar que és impossible imitar l'acció intel·ligent sense cap interpretació o enteniment, sinó amb el simple ús de sistema purament funcional. En resum, Searle descriu una situació en què una persona que parla només anglès és tancada en una habitació amb símbols xinesos en cistelles i un llibre de regles en anglès per canviar els símbols de lloc. Gent que es troba fora de l'habitació indica a aquesta persona que ha de seguir les regles del llibre per enviar certs símbols fora de l'habitació quan altres li són donats. A més, se suposa que la gent de fora de l'habitació són parlants de xinès i es comuniquen amb la persona de dins mitjançant símbols xinesos. Segons Searle, seria absurd declarar que el parlant d'anglès «sap» xinès basant-se en aquests processos sintàctics aïllats. Aquest experiment mental tracta de mostrar que els sistemes que operen solament amb processos sintàctics no poden crear semàntica (significat) ni intencionalitat. Així, Searle ataca la idea que el pensament pot ser equiparat al seguiment d'unes regles sintàctiques. D'aquesta manera, sosté que el funcionalisme és una teoria de la ment inadequada. Alguns altres arguments contra el funcionalisme han estat introduïts per Ned Block.
Putnam s'ha mantingut fidel a la idea de l'holisme semàntic, a diferència del que ha fet amb moltes de les seves altres opinions. El problema d'aquesta postura ha estat descrit per Michael Dummet, Jerry Fodor, Ernest Lepore i altres. En primer lloc, suggereixen que si l'holisme semàntic és cert, és impossible entendre com un parlant d'una llengua pot aprendre el significat de qualsevol expressió de la llengua. Donats els límits de les nostres habilitats cognitives, mai podrem ser capaços de dominar perfectament el català (o qualsevol llengua), ni encara que assumíssim (erròniament) que les llengües són entitats estàtiques i immutables. ja que, si cal entendre tota la llengua per entendre una sola paraula o expressió, l'aprenentatge d'un idioma és una tasca impossible. El holisme semàntic també falla en explicar com dos parlants poden referir-se a la mateixa cosa quan utilitzen la mateixa expressió lingüística i com és possible la comunicació entre ells. Donada la frase P, ja que Carles i Anna han arribat a dominar diferents parts de l'anglès, i P té per a ells una relació diferent amb les altres oracions, P vol dir una cosa per a Carles i una mica diferent per a Anna. A més, si una frase P deriva el seu significat de la seva relació amb totes les frases de la llengua, ja que el vocabulari d'un individu canvia en ser afegida o eliminada una oració, la totalitat de les relacions també canvia i, per tant, també el significat de P. Com que això és un fenomen normal, el resultat és que P té dos significats diferents en dos moments diferents de la vida d'una mateixa persona. Conseqüentment, si s'accepta la veritat d'una oració i després es rebutja més tard, el significat del que es va rebutjar i el que es va acceptar és completament diferent, de manera que no és possible canviar l'opinió sobre una mateixa frase.
L'argument del cervell en una cubeta també ha estat objecte de crítiques. Crispin Wright argumenta que la formulació de Putnam d'aquest escenari és molt limitada per refutar l'escepticisme. La possibilitat que un sigui un cervell sense cos en una cubeta no està determinada per l'externalisme semàntic. Si una persona ha viscut tota la seva vida fora de la cubeta -parlant català i interaccionant de manera normal amb el món exterior- abans de ser introduït en ella pel científic boig, quan desperta dins de la cubeta les seves paraules i pensaments (per exemple, "arbre" o "gespa") seguiran referint-se als objectes o esdeveniments del món exterior als quals es referien quan estava fora. en un altre escenari, un cervell en una cubeta pot estar connectat a un superordinador que generi experiències sensorials aleatòriament. En aquest cas, les seves paraules i pensaments podrien no referir-se a res i podrien, per tant, estar desproveïdes de contingut. Els significats ja no existirien i l'argument deixaria de tenir sentit.
En filosofia de les matemàtiques, Stephen Yablo ha argumentat que la tesi de indispensabilitat Quine-Putnam no demostra que les entitats matemàtiques són veritablement indispensables. L'argumentació és bastant complicada, però la conclusió és que es poden aconseguir els mateixos resultats lògics simplement reemplaçant totes les possibilitats de l'expressió «tal cosa existeix» (per exemple, «els números existeixen») per possibilitats de l'expressió «tal cosa es assumeix que existeix ». Per exemple, es pot prendre l'argument d'indispensabilitat descrit anteriorment i reemplaçar totes les referències a entitats existents per referències a entitats que s'ha assumit que existeixen, quedant com es mostra a continuació.
(A) S'han de tenir compromisos ontològics amb totes les entitats, i només amb elles, que «s'assumeixi que existeixen» i siguin indispensables per a les millors teories científiques.
(B) Les entitats matemàtiques que «s'assumeix que hi ha» són indispensables per a les millors teories científiques.
Ergo, (C) S'han de tenir compromisos ontològics amb les entitats matemàtiques «que s'assumeix que hi ha».
Finalment, el realisme intern de Putnam ha estat acusat per Curtis Brown de ser una forma encoberta de idealisme subjectiu. D'aquesta manera, ha estat atacat mitjançant diversos arguments. En particular, se l'acusa de caure en l'engany del solipsisme. És a dir, que si l'existència depèn de l'experiència com manté l'idealisme subjetiu, si la consciència d'un mateix fora a deixar d'existir, llavors la resta de l'univers deixaria també d'existir.

## Obres més importants
- Minds and Machines . Inclòs a  Dimensions of Mind , ed. Sidney Hook (Nova York: New York University Press, 1960), pp. 148–180. Repr. A  Mind, Language and Reality  (1975), pp. 362–385. Traducció a l'espanyol feta per P. Navarro inclosa a Turing, A. M.,  Putnam, H. i Davidson, D.  (1985),  Mentes y maquinas , Madrid, Tecnos.
- Brains and Behavior . Inclòs en  Analytical Philosophy, Second Sèries , ed. R. J. Butler (Oxford: Basil Blackwell, 1963), pp. 211–235. Traduït a l'espanyol a UNAM, Mèxic, 1983.
- Philosophy of Mathematics: Selected Readings . Editat per Paul Benacerraf. Englewood Cliffs, N.J .: Prentice-Hall, 1964. 2nd ed., Cambridge: Cambridge University Press, 1983.
- The "Innateness Hypothesis" and Explanatory Models in Linguistics.  Synthese 17 (març de 1967): 12-22. Repr. A  Mind, Language and Reality  (1975), pp. 107–116. Traduït a l'espanyol en  Teorema , 1973.
- Philosophy of Logic . New York: Harper and Row, 1971. London: George Allen and Unwin, 1972.
- The meaning of "meaning" , inclòs a  Language, Mind and Knowledge . Minnesota Studies in the Philosophy of Science, vol. 7, ed. Keith Gunderson (Minneapolis: University of Minnesota Press, 1975), pp. 131–193. Repr. A  Mind, Language and Reality  (1975), pp. 215–271. Tradüit a l'espanyol com a El significado de "significado" en la revista Teorema, vol. XIV / 3-4, versió inclosa en VALDES, L. (Ed.): La búsqueda del significado, Tecnos, Madrid (1991).
- Mind, Language and Reality. Philosophical Papers, vol. 2 . Cambridge: Cambridge University Press, 1975.
- Meaning and the Moral Sciences . London: Routledge and Kegan Paul, 1978.
- Reason, Truth, and History . Cambridge: Cambridge University Press, 1981. Traducció a l'espanyol per J.M. Esteban Cloquell,  Razón, verdad y historia , Tecnos, Madrid, 1988.
- Realism and Reason. Philosophical Papers, vol. 3.  Cambridge: Cambridge University Press, 1983.
- Methodology, Epistemology, and Philosophy of Science: Essays in Honour of Wolfgang Stegmüller . Editat amb Wilhelm K. Essler and Carl G. Hempel. Dordrecht: D. Reidel, 1983.
- Epistemology, Methodology, and Philosophy of Science: Essays in Honour of Carl G. Hempel . Editat amb Wilhelm K. Essler and Wolfgang Stegmüller. Dordrecht: D. Reidel, 1985.
- Mathematics, Matter and Method. Philosophical Papers, vol. 1 . Cambridge: Cambridge University Press, 1975. 2nd. ed., 1985.
- The Many Faces of Realism . La Salle, Ill .: Open Court, 1987.
- Representation and Reality . Cambridge, Mass .: MIT Press, 1988. Traducció a l'espanyol a l'editorial Gedisa, Barcelona, 1990.
- Realism with a Human Face . Editat per James Conant. Cambridge, Mass .: Harvard University Press, 1990.
- Renewing Philosophy . Cambridge, Mass .: Harvard University Press, 1992. Traduïda a l'espanyol amb el títol  Como renovar la filosofia , Càtedra, Madrid, 1994.
- Pursuits of Reason: Essays in Honor of Stanley Cavell . Editat amb Ted Cohen i Paul Guyer. Lubbock: Texas Tech University Press, 1993.
- Words and Life . Editat per James Conant. Cambridge, Mass .: Harvard University Press, 1994.
- Pragmatism: An Open Question . Oxford: Blackwell, 1995.
- The Threefold Cord: Mind, Body, and World . Nova York: Columbia University Press, 1999.
- Enlightenment and Pragmatism . Assen: Koninklijke Van Gorcum, 2001. 48pp.
- The Collapse of the Fact / Value Dichotomy and Other Essays . Cambridge, Mass .: Harvard University Press, 2002.
- Ethics Without Ontology . Cambridge, Mass .: Harvard University Press, 2004. Traducció a l'espanyol d'Albert Freixa,  Ètica sin ontologia , Alpha Decay, Barcelona, 2013.
- Jewish Philosophy as a Guide to Life: Rosenzweig, Buber, Levinas, Wittgenstein . Bloomington: Indiana University Press, 2008.
- Philosophy in an Age of Science  Cambridge: Harvard University Press, 2012.